# THE FIRST SLAM DUNK
《灌籃高手 THE FIRST SLAM DUNK》是2022年上映的日本動畫電影，由漫畫《灌籃高手》原作者井上雄彥編劇和執導，同時是該系列第五部劇場動畫。故事改編自原作最終章《全國大賽篇—湘北VS山王工業》，以湘北籃球隊的主力控球後衛宮城良田為主要視角，講述良田的成長過程，還有良田繼承已故兄長對籃球的熱愛加入湘北籃球隊的延伸經歷。
電影於2022年12月3日在日本首映，後續於香港、澳門、台灣、新加坡、马来西亚、中国大陆及其他海外地区上映，普遍獲得正面評價。角色的心境刻畫、競賽的動作場面、動畫視覺效果均獲得好評。票房收入在日本更超過150億日圓，在兩岸三地更是当地上映的日本電影票房排名第二名。本片在第46屆日本電影學院獎獲頒年度最優秀動畫獎。

## 劇情
本片以湘北籃球隊的主力控球後衛宮城良田為主要觀點敘事，並以漫畫原作中在IH全國大賽湘北高中對戰日本高校籃壇第一強隊山王工業的賽事為故事主軸，穿插良田的過去。
良田出身沖繩縣，有一個大三歲的哥哥宗太和一個妹妹安娜。父親去世後，宗太成為家裡的支柱並扶持母親薰，宗太在國中時期是一名籃球好手，在哥哥的影響下，良田也開始對籃球充滿興趣。不料宗太後來於釣魚的海難中喪生。良田無比想念哥哥，於是決定穿著一件和哥哥相同背號的球衣繼續打球。但是良田身材矮小，球技亦不如哥哥，在學校的比賽中失利。薰也因為長子的死而心碎，帶著良田和妹妹舉家搬到神奈川縣。
在與山王的比賽中，湘北於上半場與對手打得不相上下，比數相當接近。但在下半場開始時，山王發揮實力，良田遭到對手採用二人防守針對，因為身材差距而難以脫困。湘北的中鋒赤木剛憲與山王的河田雅史相比落居下風，小前鋒流川楓也難以對抗日本第一高中生澤北榮治。比賽局勢一面倒向山王，山王一度領先達24分。
搬到神奈川縣後，良田在國中班上沒有朋友，只是一個人獨自練球，並一度巧遇日後湘北的隊友三井壽。良田升上高中後開始加入籃球隊，赤木對良田寄予厚望，但自我沉淪成為不良少年的三井不以為然，找良田鬥毆。結果兩敗俱傷，良田鬱悶騎車時發生車禍，勉強撿回一命，母親雖然因為受到很大的打擊而脫口責備良田，卻也不禁慶幸良田能平安獲救。之後良田則與曾在球隊鬧事後，剪短頭髮展現決心歸隊的三井盡釋前嫌。
山王大幅領先的情況下，湘北透過暫停重整士氣，湘北大前鋒櫻木花道在教練安西光義的指點下，發揮能耐幫助隊友縮小比數差距。
全國大賽前，良田回到故鄉，翻看哥哥留在山洞中的東西時，想起哥哥曾立志要在高中籃壇贏過山王，並藉著放聲痛哭發洩了內心的感情。良田也寫了一封信給母親，反省自己只會惹母親生氣，並說明籃球是哥哥亡故後支撐他活下去的唯一精神支柱，對母親讓他繼續打籃球表達謝意。
在最後兩分鐘，山王僅領先5分。最後半分鐘時差距來到1分，先前因救球負傷的櫻木阻斷了澤北的得分，並傳球使流川得分。然而澤北馬上在最後10秒穩穩投進一球，扳回比數。面對湘北最後的進攻機會，山王嚴密防守，流川最後一刻準備出手時注意到一旁出現空檔的櫻木，並將球傳給他。櫻木在比賽結束前原地跳投絕殺球成功，湘北以一分之差險勝山王。山王也學到了勝敗乃是兵家常事。
比賽結束後，良田前往海邊，向在那裡等候的母親說「我回來了」，母子之間終於化解心結。數年後，澤北和良田都從高中畢業，來到美國打籃球，兩人此時同為控球後衛，準備在一場比賽中一分高下。

## 登場角色
配音方面，日語版使用全新聲優陣容。香港公映粤語版有亞洲電視配音版本的五位主角及部分其他角色配音員回歸聲演。台灣國語版有部分配音員回歸聲演，甚至如已經從業界退隱的王中璇，還因為此片而特地暫時復出配音。中國大陸普通話版本也邀請了部分台灣國語版本的配音員聲演，另外首映會還邀請到孫中台（安西光義）出席。
| 角色             | 配音員     | 配音員                              | 配音員   | 配音員   | 備註     |
| 角色             | 日本       | 香港                                | 臺灣     | 中国大陆 | 備註     |
| 主要人物         | 主要人物   | 主要人物                            | 主要人物 | 主要人物 | 主要人物 |
| ---------------- | ---------- | ----------------------------------- | -------- | -------- | -------- |
| 宮城良田         | 仲村宗悟   | 黃文偉                              | 于正昌   | 谷江山   |          |
| 三井壽           | 笠間淳     | 呂永林                              | 陳彥鈞   | 图特哈蒙 |          |
| 流川楓           | 神尾晉一郎 | 雷霆（公映／影碟） 杜景煜（串流）   | 張騰     | 官志宏   |          |
| 櫻木花道         | 木村昴     | 梁志達（公映／影碟） 何家裕（串流） | 于正昇   | 于正昇   |          |
| 赤木剛憲         | 三宅健太   | 黃志明                              | 林谷珍   | 刘北辰   |          |
| 湘北高中         |            |                                     |          |          |          |
| 木暮公延         | 岩崎諒太   | 張裕東                              | 張立昂   | 藤新     | [ 8 ]    |
| 赤木晴子         | 坂本真綾   | 馬晨曦                              | 王中璇   | 沈念如   | [ 9 ]    |
| 彩子             | 瀨戶麻沙美 | 譚淑嫻                              | 汪世瑋   | 乔诗语   | [ 10 ]   |
| 安西光義         | 寶龜克壽   | 黃志成                              | 孫中台   | 程玉珠   | [ 11 ]   |
| 水戶洋平         | 小林親弘   | 羅偉傑                              | 于正昇   | 赵路     | [ 12 ]   |
| 高宮望           | 小畑昌文   | 李家傑                              | 孫中台   | 夏磊     | [ 13 ]   |
| 野間忠一郎       | 松田健一郎 | 馮志輝                              | 傅品晟   | 赵乾景   | [ 14 ]   |
| 大楠雄二         | 福西勝也   | 黎家希                              | 林谷珍   | 沈达威   | [ 15 ]   |
| 安田靖春         | 阿座上洋平 | 黃文軒                              | 于正昇   | 谢添天   | [ 16 ]   |
| 潮崎哲士         | 櫻井徹     |                                     | 何志威   | 赵毅     |          |
| 角田悟           | 遠藤大智   |                                     | 于正昌   | 彭尧     |          |
| 桑田登紀         | 村田太志   |                                     | 陳宏宇   | 苏尚卿   | [ 17 ]   |
| 石井健太郎       | 堀井茶渡   |                                     | 吳致葳   | 路知行   | [ 18 ]   |
| 佐佐岡智         | 星野佑典   |                                     |          | 马正阳   | [ 19 ]   |
| 堀田德男         | 稻田徹     | 黎家希                              | 夏治世   | 孟祥龙   |          |
| 高嶋             | 金子隼人   |                                     |          | 范哲琛   | [ 20 ]   |
| 山王工業高中     |            |                                     |          |          |          |
| 深津一成         | 奈良徹     | 蔡威賢                              | 張立昂   | 张杰     |          |
| 松本稔           | 長谷川芳明 | 郭湛深                              | 何志威   | 边江     |          |
| 澤北榮治         | 武內駿輔   | 羅偉傑                              | 傅品晟   | 郝翔海   |          |
| 野邊將廣         | 鶴岡聰     | 黎家希                              | 音箱     | 吳磊     |          |
| 河田雅史         | 鹿糠光明   | 何偉誠                              | 陳彥鈞   | 刘琮     |          |
| 河田美紀男       | 鹿糠光明   |                                     | 沈庭均   | 巴赫     |          |
| 一之倉聰         | 岩城泰司   |                                     | 夏治世   | 郭浩然   |          |
| 堂本五郎         | 真木駿一   | 袁德基                              | 張騰     | 林強     |          |
| 宮城家           |            |                                     |          |          |          |
| 宮城宗太         | 梶原岳人   | 杜景煜                              | 張立昂   | 陈张太康 |          |
| 宮城良田（少年） | 島袋美由利 | 王綺婷                              | 謝寧     | 常蓉珊   |          |
| 宮城安娜         | 久野美咲   | 梁倩蘅                              | 薛晴     | 姜英俊   |          |
| 宮城薰           | 園崎未惠   | 吳梅                                | 林芳雪   | 劉芊含   |          |
| 其他人物         |            |                                     |          |          |          |
| 不良少年A        | 佐藤美一   |                                     |          | 苗壮     |          |
| 不良少年B        | 濱岡敬祐   |                                     |          | 张占坤   |          |
| 主裁判           | 新垣樽助   | 李家輝                              | 陳凌雲   | 凌云     |          |
| 副裁判           | 蒼谷和樹   | 蘇裕邦                              |          | 張震     |          |
| 竹中前輩         | 堀總士郎   |                                     |          | 杨天翔   |          |
| 中村記者         | 中村章吾   | 蘇裕邦                              | 夏治世   | 葉清     |          |
| 安西夫人         | 鹽田朋子   |                                     | 汪世瑋   | 馬程     |          |
| 小淺             | 元井拓巳   |                                     |          | 劉明月   |          |
| 純平             | 佐藤元     |                                     |          | 李蘭陵   |          |

## 沿革

### 日本
2003年，由於TV版動畫DVD創下銷售佳績，接獲希望將尚未動畫化的山王之戰影像化意見的松井俊之，將電影版的企劃案向井上雄彥方面提出，但未獲同意。之後數年東映動畫方面曾陸續製作多個試拍版短片給井上過目，直到2014年的版本終於打動了井上雄彥使他同意製作，但井上也自覺如果要展開製作，自己也希望能參與。 
2021年1月7日，漫畫《灌籃高手》原作者井上雄彥在Twitter宣佈將製作新的《灌籃高手》的動畫電影。
2021年8月13日，宣佈電影將由井上雄彥編劇和執導，並在PV公佈製作人員情報。
2022年7月2日，公佈正式片名為《灌籃高手 THE FIRST SLAM DUNK》。
2022年11月4日，釋出正式預告片和主題曲情報，以及公佈全新聲優陣容。

### 香港、澳門
2022年11月11日，電影發行商羚邦娛樂正式宣佈引進，並預定2023年年初於港澳地區上映。
2022年12月1日，確定正式上映日期為「2023年1月12日」。
2022年12月5日，限量電影前賣劵套裝於「Ani-Mall周邊精品購物網」開賣。
2022年12月6日至31日，於旺角彌敦道設有大型廣告牌。
2022年12月10日起，在港澳各大戲院放置「2023年《THE FIRST SLAM DUNK》電影年曆卡」予民眾自取。
2022年12月10至11日，舉辦快閃藍球挑戰活動。
2022年12月16日，發放粵語配音正式預告片，以及公佈亞洲電視配音版本的五位主角配音員回歸聲演。
2022年12月26日至2023年1月29日，於紅磡海底隧道出入口九龍段、紅磡火車站上的多層停車場懸掛巨型廣告牌。
2022年12月29日，宣佈戲票將於翌日公開發售，並且公佈「2023年1月7日起」設優先場。
2022年12月29日起，印有電影車身廣告的電車於香港島行駛，片商後來宣佈現場行駛至2023年2月3日，而事實上時至2月20日仍可見相關電車行駛。電車站同期亦有電影宣傳海報。
2022年12月29日起，發放「三井壽」、「流川楓」、「櫻木花道」、「宮城良田」、「赤木剛憲」日語版及廣東話配音版的上映倒數宣傳片。
2022年12月31日至2023年2月5日，於尖沙咀中心及帝国中心、全港最大戶外幕牆播放電影宣傳片。
2023年1月4日，於奧海城 The Sky 舉行群星首映禮。
2023年1月7至12日，於銅鑼灣崇光百貨Mega TV電子巨屏播放15秒廣告。
2023年1月12日，於全港澳所有戲院（合共67間）正式上映。

### 台灣
2023年1月5日，釋出國語版（中配版）先發五人介紹篇預告，以及公佈主角配音名單。
2023年1月10日，舉辦媒體試映會，並邀請負責國語配音的于正昇、于正昌、張騰、林谷珍接受媒體聯訪，並分享為本作配音的趣事與心得。
2023年1月25日，釋出國語版完整名單。
2023年2月11日，國語配音版本達到破億票房。
2023年2月19日，舉辦國語配音粉絲見面場，邀請于正昇和于正昌老師到場與粉絲們合照互動。

### 中國大陸
2023年2月23日，官方微博开通，并公布中國大陸上映时间。
2023年4月15日，於北京大學邱德拔体育馆進行首映禮，並公佈普通話配音名單。值得一提的是，該配音版特地邀請兩位臺灣配音員參與，也就是再次擔當櫻木花道一角的于正昇，以及華視版聲演流川楓一角的官志宏回歸。另外首映禮現場還邀請到孫中台（安西光義）出席。
2023年4月13日，零点场预售票房突破454万元人民币，已超过《小黄人大眼萌》成为中国大陸影史动画片零点场票房冠军，同日并发布宫城良田角色预告。
2023年4月19日，釋出普通話配音先發五人介紹篇預告，同日預售票房超过《铃芽之旅》成为中国大陆影史进口动画预售票房冠军。

## 製作

### 製作人員
- 原作、編劇、導演：井上雄彥《灌籃高手》（集英社《週刊少年Jump》連載）
- 演出：宮原直樹、北田勝彥、大橋聰雄、元田康弘、菅沼芙實彥、鎌谷悠
- CG監督：中澤大樹
- 人物設定：井上雄彥、江原康之
- 副人物設定：番由紀子
- 作畫監督：井上雄彥、江原康之
- 美術監督：小倉一男
- 美術設定：須江信人
- 色彩設計：古性史織
- 攝影監督：中村俊介
- 剪輯：瀧田隆一
- 音響監修：鶴岡陽太
- 音響演出：笠松廣司
- 錄音：名倉靖
- 音樂：武部聰志、TAKUMA（10-FEET）
- 片頭曲：The Birthday〈LOVE ROCKETS〉（Universal SIGMA）
- 片尾曲：10-FEET〈第零感〉
- 音樂製作：小池隆太
- 選角製作人：杉山好美
- 動畫製作人：西川和宏
- 2D製作人：毛利健太郎
- CG製作人：小倉裕太
- 製片：松井俊之
- 動畫製作：東映動畫、DandeLion Animation Studio
- 製作：THE FIRST SLAM DUNK Film Partners（集英社、朝日電視台、電通、東映動畫）
- 發行商：東映

## 上映版本

### 日本
| 地區           | 日本           | 日本                        |
| 語言           | 不含字幕       | 含字幕                      |
| -------------- | -------------- | --------------------------- |
| 2D版本         | 2022年12月3日  | 2022年12月17日 （期間限定） |
| IMAX版本       | 2022年12月3日  | 2022年12月17日 （期間限定） |
| 杜比全景聲版本 | 2022年12月3日  | 2022年12月17日 （期間限定） |
| 杜比影院版本   | 2022年12月10日 | 2022年12月17日 （期間限定） |

### 兩岸四地
| 地區           | 香港 澳門                                         | 香港 澳門     | 臺灣                            | 臺灣          | 中国大陆      | 中国大陆                         |
| 語言           | 日語原聲                                          | 粵語配音      | 日語原聲                        | 國語配音      | 日語原聲      | 普通話配音                       |
| -------------- | ------------------------------------------------- | ------------- | ------------------------------- | ------------- | ------------- | -------------------------------- |
| 2D版本         | 2023年1月4日（香港首映禮） 2023年1月7日（優先場） | 2023年1月12日 | 2023年1月1日 （跨年搶先特別場） | 2023年1月13日 | 2023年4月20日 | 2023年4月15日 （北京大學首映禮） |
| IMAX版本       | 2023年1月12日                                     | 不適用        | 2023年1月13日                   | 2023年1月13日 | 2023年4月20日 | 2023年4月20日                    |
| 杜比全景聲版本 | 2023年1月7日（優先場） 2023年1月12日              | 不適用        | 不適用                          | 不適用        | 2023年4月20日 | 2023年4月20日                    |
| 杜比影院版本   | 不適用                                            | 不適用        | 2023年1月13日                   | 2023年1月13日 | 2023年4月20日 | 2023年4月20日                    |

### 南韓、新加坡
| 地區   |              |              | 新加坡                                  |
| 語言   | 日語原聲     | 韓語配音     | 日語原聲（中英字幕）                    |
| ------ | ------------ | ------------ | --------------------------------------- |
| 2D版本 | 2023年1月4日 | 2023年1月4日 | 2023年1月7日（粉絲首映場） 2023年2月2日 |

## 票房

### 日本
|                                              | 觀影人數 （萬人） | 觀影人數 （萬人） | 觀影人數 （萬人） | 票房 （億日圓） | 票房 （億日圓） |
| 週末                                         | 週末              | 累積              | 週末              | 累積            |                 |
| -------------------------------------------- | ----------------- | ----------------- | ----------------- | --------------- | --------------- |
| 第1星期週末 （2022年12月3日、4日）           | 第1名             | 84.7              | 84.7              | 13.0            | 13.0            |
| 第2星期週末 （2022年12月10日、11日）         | 第1名             | 54.4              | 202.4             | 8.3             | 30.3            |
| 第3星期週末 （2022年12月17日、18日）         | 第1名             | 36.5              | 281.0             | 5.5             | 41.9            |
| 第4星期週末 （2022年12月24日、25日）         | 第1名             | 30.2              | 340.7             | 4.6             | 50.6            |
| 第5星期週末 （2022年12月31日、2023年1月1日） | 第1名             | 27.6              | 461.0             | 3.6             | 67.0            |
| 第6星期週末 （2023年1月6日－8日）            | 第1名             | 31.9              | 527.0             | 4.8             | 76.9            |
| 第7星期週末 （2023年1月13日－15日）          | 第1名             | 28.4              | 567.0             | 4.3             | 82.8            |
| 第8星期週末 （2023年1月20日－22日）          | 第1名             | 27.5              | 610.0             | 4.1             | 89.2            |
| 第9星期週末 （2023年1月27日－29日）          | 第2名             | 23.0              | 647.5             | 3.4             | 94.5            |
| 第10星期週末 （2023年2月3日－5日）           | 第3名             | 19.3              | 682.0             | 2.8             | 99.0            |
| 第11星期週末 （2023年2月10日－12日）         | 第2名             |                   | 711.0             |                 | 103.0           |
| 第12星期週末 （2023年2月17日－19日）         | 4位               |                   | 739.4             |                 | 107.8           |
| 第13星期週末 （2023年2月24日－26日）         | 第1名             | 21.2              | 774.5             | 3.1             | 112.7           |
| 第14星期週末 （2023年3月3日－5日）           | 第3名             |                   | 797.0             |                 | 116.0           |
| 第15星期週末 （2023年3月10日－12日）         | 第2名             | 13.7              | 819.7             | 2.0             | 119.2           |
| 第16星期週末 （2023年3月17日－19日）         | 4位               |                   | 837.9             |                 | 121.7           |
| 第17星期週末 （2023年3月24日－26日）         | 4位               | 12.7              | 860.0             | 1.5             | 124.6           |

| 上一届： 《鈴芽之旅》               | 2022年日本週末票房冠軍 第49-53週 | 下一届： 不適用                          |
| 上一届： 不適用                     | 2023年日本週末票房冠軍 第1-3週   | 下一届： 《THE LEGEND & BUTTERFLY》      |
| 上一届： 《蟻人與黃蜂女：量子狂熱》 | 2023年日本週末票房冠軍 第8週     | 下一届： 《哆啦A梦：大雄与天空的理想乡》 |

### 香港、澳門
港澳地區票房合計於2023年1月14日衝破1000萬，1月20日衝破2000萬，1月26日衝破3000萬，1月31日確定衝破3600萬，2月11日衝破4000萬。
本片於2023年1月12日在港澳正式上映，開畫日登上票房及入場人數冠軍，並於1月31日成為香港史上日本動畫及電影累積票房第2位。
| 上一届： 《阿凡達：水之道》 | 2023年香港一週票房冠軍 第2週 | 下一届： 《毒舌大狀》 |
| 上一届： 《阿凡達：水之道》 | 2023年香港週末票房冠軍 第3週 | 下一届： 《毒舌大狀》 |

### 台灣
台灣方面，從正式上映日（2023年1月13日）起計，僅17天票房就衝破3億元台幣成為在台日片第二票房。
| 上一届： 《阿凡達：水之道》 | 2023年台北週末票房冠軍 第3-6週 | 下一届： 《關於我和鬼變成家人的那件事》 |

### 中國大陸
中國大陸預售總票房於2023年4月11日突破1000万元人民币，4月12日突破2000万元人民币，4月13日突破3000万元人民币，4月15日突破4000万元人民币，4月16日突破5000万元人民币，4月17日突破6000万元人民币，4月18日突破7000及8000万元人民币，4月19日突破9000万元及1亿元人民币，預售票房（含零点场）最終為人民币1.156亿元人民币。
| 上一届： 《龙马精神》 | 2023年中国内地一周票房冠军 第16周 | 下一届： 《长空之王》 |

## 榮譽
| 年份   | 奖项                     | 类别           | 獲獎者                        | 结果 | REF      |
| ------ | ------------------------ | -------------- | ----------------------------- | ---- | -------- |
| 2023年 | 第46屆日本電影學院獎     | 最優秀動畫獎   | 《THE FIRST SLAM DUNK》       | 獲獎 | [ 1 ]    |
| 2023年 | 第1屆新潟國際動畫電影節  | 大川＝蕗谷賞   | 《THE FIRST SLAM DUNK》       | 獲獎 | [ 註 6 ] |
| 2023年 | 第42屆藤本獎             | 大獎           | 松井俊之                      | 獲獎 | [ 107 ]  |
| 2023年 | 第27屆蒙特利爾奇幻電影節 | 最佳動畫長片獎 | 《THE FIRST SLAM DUNK》       | 獲獎 | [ 108 ]  |
| 2023年 | 第44屆倫敦影評人協會獎   | 技術成就獎     | 《THE FIRST SLAM DUNK》(音效) | 待定 | [ 109 ]  |

此外，本片入圍第96屆奧斯卡金像獎最佳動畫片角逐名單。亦在2024年7月的日本博覽會獲頒金達摩獎最佳動畫電影獎。

## 備註
1. 海報及宣傳片名稱為《THE FIRST SLAM DUNK 灌篮高手》
2. 1 2  本作在香港存在兩個粵語配音版本。首個版本為「公映版本」，後來收錄在香港版影碟；第二個版本為「串流版本」，兩個角色（流川楓、櫻木花道）的聲帶由其他配音員重新配音、其他聲帶則獲得保留，於2024年6月10日在Disney+首度公開，後來也在其他串流平台上線（包括2025年3月31日上線的香港Netflix）。
3. ↑  香港亞洲電視配音版本的五位主角配音員黃文偉（宮城良田）、呂永林（三井壽）、雷霆（流川楓）、黃志明（赤木剛憲）、梁志達（櫻木花道）及三位其他角色配音員譚淑嫻（彩子）、羅偉傑（水戶洋平）、馮志輝（野間忠一郎）回歸聲演原配角色。而曾經聲演過飛圖鐳射影碟版本（櫻木花道）及亞洲電視配音版本（清田信長、桑田登紀）的黃志成在本作為安西光義配音。
4. ↑  聲演台灣電視版的于正昌（宮城良田）、于正昇（櫻木花道）、孫中台（安西光義）及王中璇（赤木晴子）；電影版的陳彥鈞（三井壽）及林谷珍（赤木剛憲）；手遊版的汪世瑋（彩子）回歸聲演原配角色。
5. ↑  聲演台灣電視版的官志宏（流川楓）和于正昇（櫻木花道）在中國大陸公映版本聲演。
6. ↑  與《劇場版 咒術迴戰 0》、《鬼滅之刃劇場版 無限列車篇》、《犬王_(動畫電影)》、《漁港的肉子》並列獲獎[106]

## 外部連結
- 互联网电影数据库（IMDb）上《男兒當入樽》的资料（英文）
- 官方网站 （日語）
- THE FIRST SLAM DUNK的X（前Twitter） （日語）
- 电影灌篮高手的新浪微博 （简体中文）